# 青の洞窟の恐怖
『青の洞窟の恐怖』（あおのどうくつ の きょうふ、英: The Terror of Blue John Gap）は、サー・アーサー・コナン・ドイルによる短編小説。1910年にストランド・マガジンに初掲載された。マージー・デックとナンシー・ホールダーによる「青の洞窟の恐怖プロジェクト」の継続的な研究テーマとなっている。
物語は結核から回復し、休養とリラクゼーションを求めてダービーシャーの農場に滞在したイギリス人医師の冒険を描く。彼は一連の不吉な出来事に巻き込まれ、「青の洞窟」を取り巻く謎とそこに潜む「恐怖」を解明せざるを得なくなる。

## あらすじ
ダービーシャーの農場で療養中のジェイムズ・ハードキャッスル医師は、ローマ時代のダービーシャーのブルージョン鉱山に青の洞窟を発見する。博士は鉱山には羊を盗む怪物が潜んでいるという地元農民の警告を無視して、鉱山と鉱山につながる広大な地下構造の調査を開始する。
ハードキャッスルは洞窟内で何か大きな生き物が動く音を聞き、その生き物が地元の羊を捕食している証拠だと確信する。しかし友人の伝手を頼って助けを求めた相手に正気を疑われ信じてもらえなかったため、彼は1人で立ち向かう決意を固める。その生物に辛うじて傷を付ける事に成功したものの、彼自身も重傷を負った。
ハードキャッスルを信じる地元の人々は、怪物が鉱山に戻った後に鉱山を封鎖した。ハードキャッスルは肺結核で亡くなるが、ロンドンの同僚を説得しようと自身の体験を書き残した。

## 主題
『青の洞窟の恐怖』の中核を成す主題の1つが、ハードキャッスルが世間に自分を信じてもらうのに苦労する点である。これはコナン・ドイルの別の登場人物、チャレンジャー教授が『失われた世界』での冒険の真実を世界に信じてもらうのに苦労する様子とよく似ている（『青の洞窟の恐怖』の生き物は『失われた世界』の生き物と同じく先史時代の生き残りである）。
コンゴ自由国の残虐行為への批判や心霊主義への傾注など、さまざまな大義の活動家としてのコナン・ドイルの経歴とも重なる。前者については否定され、後者については疑念を持たれた。その点についてフィリップ・グッデンは、科学界の方が間違っていることを大胆に証明したジェイムズ・ハードキャッスル博士とチャレンジャー教授は、ドイルにとっての願望実現であったのかもしれないと結論づけている。

## 登場人物
- ジェイムズ・ハードキャッスル博士: 物語の主人公。結核からの回復中に青の洞窟の謎を発見し、世間から蔑まれながらも勇敢に1人で解決しようと決意する医師。勝利を収めたものの、この試練で重傷を負った。1908年2月4日にサウス・ケンジントン（英語版）で亡くなった。
- アーミティジ: 若い羊飼い。青の洞窟周辺で起こっている不吉な出来事をハードキャッスル博士に初めて紹介した人物。後に跡形もなく姿を消し、「怪異」によって殺されたと推定される。
- ミス・アラートン姉妹: 2人の年配の独身女性。ハードキャッスルが病気から回復するために送られた農場と宿屋を経営している。心優しい古風な女性として描かれている。
- マーク・ジョンソン医師: ソーンダーソン教授の友人。ハードキャッスルは彼に助けを求め、ジョンソン医師は直ちにハードキャッスルにピクトンの精神科医を紹介した。
- ソーンダーソン教授: ハードキャッスルの医師。ハードキャッスルが療養する場所としてミス・アラートンの農場を勧めた人物であり、彼自身もそこで育ったと思われる。
- シートン: ハードキャッスルの友人。ハードキャッスルは彼に事件の手記を送った。手記の発見者の調査ではシートンが誰であるかは特定できず、彼の身元や存在さえも謎のままであった。

## ロケーション
- ミス・アラートンの農場: ハードキャッスルが病気から回復するために送られたダービーシャーにある農場。海抜1,420フィート (430 m)にあり、石灰岩の崖と丘陵に囲まれている。ソーンダーソン教授は「若い頃はこの辺りの畑でカラスを追い払ったりなぞしていたらしい」[5]。
- ブルージョン鉱山: 美しく希少なブルージョン半貴石が見つかる世界で2カ所しかない鉱山のうちの1つ。ローマ人が鉱山を建設し、その過程で坑道が地下世界の巨大な水浸食された洞窟と繋がった。
- 地下世界: ハードキャッスルは石灰岩の丘陵が空洞であることを発見する。「もし巨大なハンマーで叩いたら、ドラムのように鳴り響くだろうし」[6]、内部には広大な地下海があると彼は考えた。この海からの蒸発によって森林と動物の生命が育まれ、地表から洞窟に入り込んだ。そして洞窟が分断された際に閉じ込められた。それ以来、それらはハードキャッスルが遭遇した生物へと進化した。

## ブルージョン
ブルージョンは半貴石鉱物で、紫がかった青または黄色がかった色の帯がある希少な蛍石である。イギリスでは、ダービーシャー州キャッスルトンの青の洞窟とトリーク・クリフ洞窟でのみ発見されている。19世紀には装飾品として盛んに採掘され、現在も小規模に採掘が続けられている。

## 日本語訳
- 『新潮文庫 ドイル傑作集 第5 (恐怖編)』延原謙訳、「青の洞窟の怪」として収録、新潮社 1960年 全国書誌番号:56014083
  - 『新潮文庫 45刷改版 ドイル傑作集 3 (恐怖編)』延原謙訳、「青の洞窟の怪」として収録、新潮社 2007年 ISBN 978-4-10-213413-9
- 『ドイル冒険・探偵名作全集 19』片方善治訳; 岩井泰三絵、「青い洞窟の怪」として収録、岩崎書店 1965年 全国書誌番号:45038721
- 『北極星号の船長 (創元推理文庫 ドイル傑作集 2)』北原尚彦訳、「青の洞窟の恐怖」として収録、東京創元社 2004年 ISBN 978-4-488-10111-4